# Miribel (Drôme)
Miribel foi uma comuna francesa na região administrativa de Auvérnia-Ródano-Alpes, no departamento de Drôme. Estendia-se por uma área de 6,55 km². Em 2010 a comuna tinha 263 habitantes (densidade: 40,2 hab./km²).
Em 1 de janeiro de 2019, passou a formar parte da nova comuna de Valherbasse.